# 瑪莉翹嘴脂鯉
瑪莉翹嘴脂鯉（Pyrrhulina marilynae），為輻鰭魚綱脂鯉目脂鯉亞目鱂脂鯉科的其一種，為熱帶淡水魚，分布於南美洲巴西鑫谷河及Tapajós河流域，體長可達3公分，棲息中底層水域，屬肉食性，生活習性不明。